# Суртубаев, Мулюк
Мулюк Суртубаев (каз. Мүлік Сүртібаев; 5 ноября 1917, бывший 5-й аул Тельманского района Карагандинской области — 24 мая 1997, Алма-Ата) — советский и казахстанский актёр театра и кино. Народный артист Казахской ССР (1955), Заслуженный артист Казахской ССР (1944).

## Биография
Происходит из подрода тока рода куандык племени аргын.
Сценическую деятельность начал в 1933 году, поступив на студию при Карагандинском областном театре драмы. В 1936 году окончил студию, став актёром Карагандинского областного театра драмы. Работал здесь до 1956 года, играл преимущественно в национальных пьесах. Среди его ролей в этом театре: Тулиген («Кыз-Жибек» Г. Мусрепова и Е. Г. Брусиловского), Козы («Козы Корпеш и Баян-Слу» Г. Мусрепова), Кобыланды («Каракыпчак Кобыланды» М. Ауэзова), Ыбырай Алтынсарин (в одноимённой драме М. Ахинжанова), Абай (в одноимённой трагедии М. Ауэзова и Л. C. Соболева), Алдар Косе (в одноимённой комедии Ш. Хусаинова), Хлестаков («Ревизор» Н. В. Гоголя), Труффальдино («Слуга двух господ» К. Гольдони), Фердинанд («Коварство и любовь» Ф. Шиллера).
В 1945 году вступил в КПСС. В 1936 и 1958 годах принимал участие в Декаде казахского искусства и литературы в Москве.
С 1957 года актёр Казахской государственного академического театра драмы имени М. Ауэзова. Здесь Суртубаев с успехом играл роли: Бахтияр («Майра» А. Тажибаева), Кебек, Кобей, Караменде, Жарылгап («Енлик — Кебек» М. Ауэзова), Каримбай («Баш-мачки» Д. Файзи), Подколесин («Женитьба» Н. В. Гоголя), Момын («Белый пароход» Ч. Айтматова), Сарафанов («Старший сын» А. В. Вампилова) и другие. Сценическая выразительность движения, пластичность, богатая мимика характеризуют высокое искусство актёра. Суртубаевым созданы глубокие, психологически насыщенные сценические образы. К творческим удачам Суртубаева принадлежат роли Нарши («Карагоз» М. Ауэзова), Адиша («Фронт» Б. Майлина), Жансугура («Степная баллада» К. Мукашева), Ленина («Ленин в 1918 году» А. Я. Каплера; Государственная премия Казахской ССР).
Снимается в кино с 1955 года: Ангарбай («Девушка-джигит»), Мурат («Наш милый доктор», 1958), Мадияр («Ботагоз», 1958), Маймурун («Если бы каждый из нас…», 1962), Кабакбаев («Сын мой», 1962), Найыл («Крылья песни», 1967) и другие, исполнил главную роль в фильме «Боярышник» (1981).
Трагически погиб 24 мая 1997 года в Алма-Ате в результате наезда автомобиля.

## Семья
Жена — Айкен Мусабекова (1919—1992), актриса, певица, Народная артистка Казахской ССР (1985). У них было четверо сыновей.

## Награды
Награждён орденами
- «Орденом Трудового Красного Знамени» (03.01.1959)[1]
- «Дружбы народов»[1]
- 4 марта 1988 года Указом Президиума Верховного Совета СССР награжден орденом «Знак Почета» за заслуги в области советского театрального искусства[7].

## Память
В 2003 году в Караганде на стене дома 2 по улице Чкалова, где жил актёр вместе с женой, была установлена мемориальная доска.